# Tilly-Buche

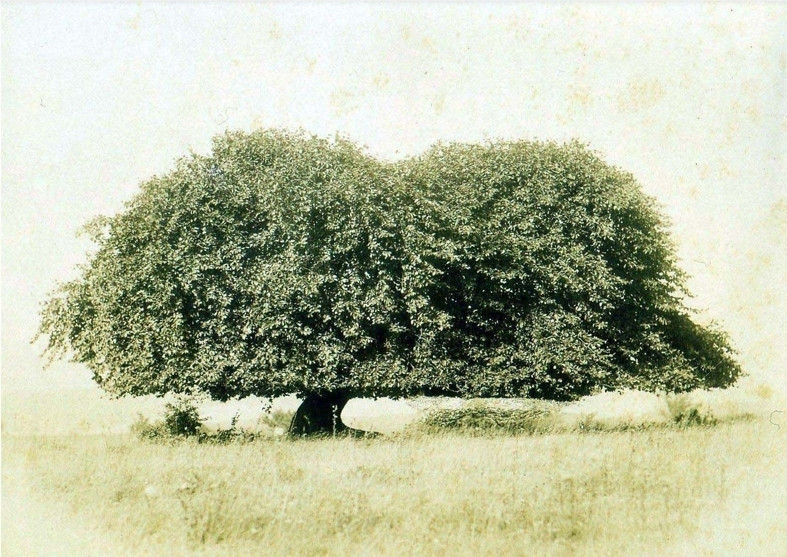
Die Tilly-Buche 1893 (koloriert)

Die Tilly-Buche war einst die bekannteste Süntelbuche in Deutschland. Sie stand von 1739 bis zu ihrem pilzbedingten Zusammenbruch 1994 am Nordostrand des Süntels im Weserbergland.

## Geschichte
Der Baum gehörte zum letzten größeren Süntelbuchenbestand, der im Zuge der Verkoppelung im Frühjahr 1843 gerodet wurde. Als damals das Waldstück in Weideland umgewandelt wurde, ließ man den etwa hundertjährigen und gut gewachsenen Baum stehen. Von da an diente er als Schattenbaum auf einer Schafweide. Das älteste Foto aus dem Jahr 1893 zeigt ihn mit gleichmäßig abgefressenen Zweigen. Zahlreiche Sämlinge und Pfropflinge der Tilly-Buche wurden im 19. und 20. Jahrhundert in ganz Deutschland angepflanzt.
1929 wurde die Tilly-Buche zum Naturdenkmal erklärt. Der Hamelner Maler Hauschteck malte sie als Ölgemälde, das im Rathaus von Hameln ausgestellt wurde. In den 1950er Jahren stand der Baum mit seinen starken Wurzeln Modell für eine Zahnpasta-Reklame der Marke Lacalut aus dem Hause Dr. Theiss Naturwaren. Zahlreiche Botaniker beschäftigten sich erst durch den Eindruck, den dieser Ausnahmebaum auf sie machte, mit den seltenen Süntelbuchen. 1980 machte die junge Gemeinde Auetal, in dessen Ortsteil Raden der „Waldknorz“ stand, ihn zu ihrem Wappenbaum.

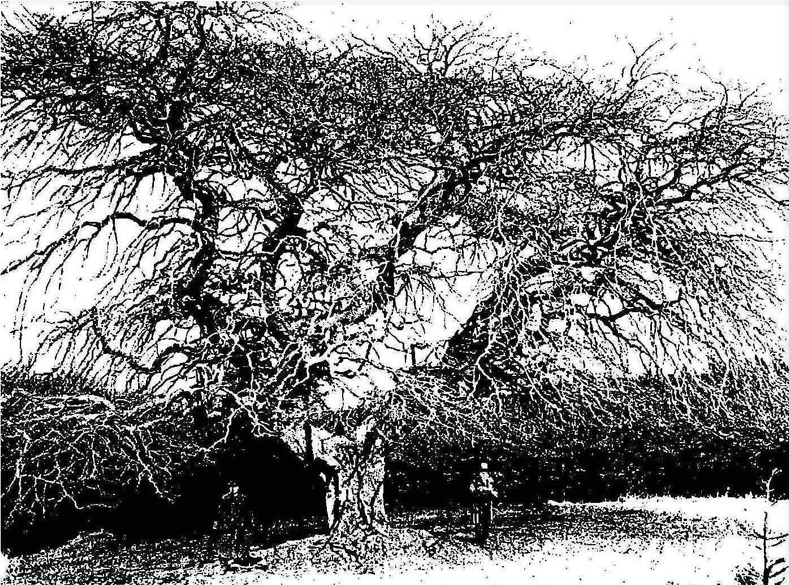
Der Baum im Jahre 1902

Der Standort des Baumes lag im Nienfelder Privatforst der Familie von Münchhausen, später von Blomberg. Der Baum als weithin bekanntes „Naturdenkmal ersten Ranges“ wurden von vielen Schulklassen besichtigt, deren Schüler ihre Spuren vor allem in der Baumrinde hinterließen. In den 1980er Jahren begann der Baum zu zerfallen. Bis dahin hatte er eine Höhe von 18 Meter, einen Kronendurchmesser von 25 Meter und einen Stammumfang von 540 Zentimeter erreicht. In der Nacht vom 2. Januar 1994 brach der von Pilzbefall geschwächte Baum im für Rotbuchen hohen Alter von 255 Jahren zusammen. Seine Überreste, 500 Meter nordöstlich des Dorfes Raden am Süntel, werden auch noch heute aufgesucht.
Die um 1930 gepflanzte Süntelbuchenallee im Kurpark von Bad Nenndorf wurde ausschließlich aus ihren Sämlingen angelegt, aber kein Einzelbaum erreichte wieder diese imposante Gestalt. Die Kopfbuche bei Gremsheim nördlich von Bad Gandersheim kann als Nachfolgerin gelten.

### Alter
Das Alter des Baums wurde oft maßlos („1300 Jahre“) überschätzt. Eine Begegnung des Feldherrn Tilly (1559–1632) mit der Rotbuche, die seinen Namen trägt, hat sicher nicht stattgefunden. Untersuchungen in den Jahren 1978 und 2002 ermöglichten eine genaue Altersbestimmung.

## Historische Beschreibung
Zahlreiche Beschreibungen dieses herausragenden Exemplars machten die Süntelbuchen in ganz Deutschland bekannt. Clementine Freifrau von Münchhausen aus Apelern, die damalige Eigentümerin der Tilly-Buche, erregte 1911 viel Aufmerksamkeit mit einem Bericht in den Mitteilungsblättern der Deutschen Dendrologischen Gesellschaft (Blatt 20):

„Steht man darunter, so ist der Blick in das Astwerk überaus interessant. Da wächst so ein Ast ein paar Meter lang zielbewusst nach Westen, dann fällt ihm ein, das könnte doch ein Irrtum sein, und er biegt rasch entschlossen im rechten Winkel um nach Süden. Und nach noch nicht einem halben Meter kommt ihm eine neue Laune, und wieder biegt er im rechten Winkel ab, vielleicht nach Osten zurück, – das alles in ungefähr horizontaler Lage –, und dann fällt ihm ein, dass Luft und Licht auch schöne Dinge sind, und er strebt nach oben, - womit er aber nicht weit kommt.“

Der Hannoversche Lehrer Wilhelm Wehrhahn beschrieb schon 1902 und 1910 das „gewaltige Naturwunder“, das auch in den Auflagen von 1930 und 1944 des Denglerschen Waldbaulehrbuchs erwähnt wurde. Der Hamelner Bernhard Flemes veröffentlichte im Hannoverschen Kurier 1934 in seinem Bericht „Die Süntelbuche – Deutschlands seltsamster Baum“ eine Sage von einem Riesen im Süntel:

„Dem Riesen fielen die Augen zu und taten sich nicht wieder auf. In sein vergehendes Herz war ein Bucheckerlein gesunken. Diesem Sämlein gab der Riese seine ganze Kraft, die Wildheit seines Lebens, die Vollkommenheit seines Wuchses und seine herrliche Einsamkeit. Aus dem Sämlein wurde die Süntelbuche.“